# Čremošné
Čremošné je obec na Slovensku v okrese Turčianske Teplice v Žilinském kraji. Žije v něm 83 obyvatel.

## Historie
První písemná zmínka o vesnici pochází z roku 1340.

## Přírodní poměry
Obec leží v nadmořské výšce 649 metrů a její správní území měří 16,175 km². Zasahuje do něj část národní přírodní rezervace Svrčinník.